# Línea 6 (TUCARSA)
La línea 6 de la red de autobuses urbanos de Cartagena (TUCARSA) une la Plaza de Alicante con el Residencial Buenos Aires.

## Características
Esta línea une la Plaza de Alicante, junto al Hospital del Rosell, con el Residencial Buenos Aires. Hasta mayo de 2021, algunas expediciones limitaban su recorrido a Molinos Marfagones.
La línea no mantiene los mismos horarios todo el año, desde el 1 al 31 de agosto se reducen el número de expediciones los días laborables entre semana (sábados laborables, domingos y festivos tienen los mismos horarios todo el año), además de los días excepcionales vísperas de festivo y festivos de Navidad en los que los horarios también cambian y se reducen.
Es operada por ALSA (TUCARSA).

## Horarios

### 1 septiembre - 31 julio
| Lunes a viernes laborables                   |                                              |                                              |                                              |                                              |                                              |                                              |                                              |                                              |                                              |                                              |                                              |                                              |                                              |                                              |                                              |                                              |                                              |                                              |                                              |                                              |                                              |                                              |                                              |                                              |                                              |                                              |                                              |                                              |                                              |                                              |
| Plaza de Alicante > Residencial Buenos Aires | Plaza de Alicante > Residencial Buenos Aires | Plaza de Alicante > Residencial Buenos Aires | Plaza de Alicante > Residencial Buenos Aires | Plaza de Alicante > Residencial Buenos Aires | Plaza de Alicante > Residencial Buenos Aires | Plaza de Alicante > Residencial Buenos Aires | Plaza de Alicante > Residencial Buenos Aires | Plaza de Alicante > Residencial Buenos Aires | Plaza de Alicante > Residencial Buenos Aires | Plaza de Alicante > Residencial Buenos Aires | Plaza de Alicante > Residencial Buenos Aires | Plaza de Alicante > Residencial Buenos Aires | Plaza de Alicante > Residencial Buenos Aires | Plaza de Alicante > Residencial Buenos Aires | Residencial Buenos Aires > Plaza de Alicante | Residencial Buenos Aires > Plaza de Alicante | Residencial Buenos Aires > Plaza de Alicante | Residencial Buenos Aires > Plaza de Alicante | Residencial Buenos Aires > Plaza de Alicante | Residencial Buenos Aires > Plaza de Alicante | Residencial Buenos Aires > Plaza de Alicante | Residencial Buenos Aires > Plaza de Alicante | Residencial Buenos Aires > Plaza de Alicante | Residencial Buenos Aires > Plaza de Alicante | Residencial Buenos Aires > Plaza de Alicante | Residencial Buenos Aires > Plaza de Alicante | Residencial Buenos Aires > Plaza de Alicante | Residencial Buenos Aires > Plaza de Alicante | Residencial Buenos Aires > Plaza de Alicante | Residencial Buenos Aires > Plaza de Alicante |
| 07                                           | 08                                           | 09                                           | 10                                           | 11                                           | 12                                           | 13                                           | 14                                           | 15                                           | 16                                           | 17                                           | 18                                           | 19                                           | 20                                           | 21                                           | 06                                           | 07                                           | 08                                           | 09                                           | 10                                           | 11                                           | 12                                           | 13                                           | 14                                           | 15                                           | 16                                           | 17                                           | 18                                           | 19                                           | 20                                           | 21                                           |
| 15 45                                        | 15 45                                        | 15 45                                        | 15 45                                        | 15 45                                        | 15 45                                        | 15 45                                        | 15 45                                        | 15 45                                        | 15 45                                        | 15 45                                        | 15 45                                        | 15 45                                        | 15 45                                        | 15 45                                        | 45                                           | 15 45                                        | 15 45                                        | 15 45                                        | 15 45                                        | 15 45                                        | 15 45                                        | 15 45                                        | 15 45                                        | 15 45                                        | 15 45                                        | 15 45                                        | 15 45                                        | 15 45                                        | 15 45                                        | 15 45                                        |
| Sábados laborables                           |                                              |                                              |                                              |                                              |                                              |                                              |                                              |                                              |                                              |                                              |                                              |                                              |                                              |                                              |                                              |                                              |                                              |                                              |                                              |                                              |                                              |                                              |                                              |                                              |                                              |                                              |                                              |                                              |                                              |                                              |
| Plaza de Alicante > Residencial Buenos Aires | Plaza de Alicante > Residencial Buenos Aires | Plaza de Alicante > Residencial Buenos Aires | Plaza de Alicante > Residencial Buenos Aires | Plaza de Alicante > Residencial Buenos Aires | Plaza de Alicante > Residencial Buenos Aires | Plaza de Alicante > Residencial Buenos Aires | Plaza de Alicante > Residencial Buenos Aires | Plaza de Alicante > Residencial Buenos Aires | Plaza de Alicante > Residencial Buenos Aires | Plaza de Alicante > Residencial Buenos Aires | Plaza de Alicante > Residencial Buenos Aires | Plaza de Alicante > Residencial Buenos Aires | Plaza de Alicante > Residencial Buenos Aires | Plaza de Alicante > Residencial Buenos Aires | Residencial Buenos Aires > Plaza de Alicante | Residencial Buenos Aires > Plaza de Alicante | Residencial Buenos Aires > Plaza de Alicante | Residencial Buenos Aires > Plaza de Alicante | Residencial Buenos Aires > Plaza de Alicante | Residencial Buenos Aires > Plaza de Alicante | Residencial Buenos Aires > Plaza de Alicante | Residencial Buenos Aires > Plaza de Alicante | Residencial Buenos Aires > Plaza de Alicante | Residencial Buenos Aires > Plaza de Alicante | Residencial Buenos Aires > Plaza de Alicante | Residencial Buenos Aires > Plaza de Alicante | Residencial Buenos Aires > Plaza de Alicante | Residencial Buenos Aires > Plaza de Alicante | Residencial Buenos Aires > Plaza de Alicante | Residencial Buenos Aires > Plaza de Alicante |
| 07                                           | 08                                           | 09                                           | 10                                           | 11                                           | 12                                           | 13                                           | 14                                           | 15                                           | 16                                           | 17                                           | 18                                           | 19                                           | 20                                           | 21                                           | 06                                           | 07                                           | 08                                           | 09                                           | 10                                           | 11                                           | 12                                           | 13                                           | 14                                           | 15                                           | 16                                           | 17                                           | 18                                           | 19                                           | 20                                           | 21                                           |
| 15                                           | 15                                           | 15                                           | 15                                           | 15                                           | 15                                           | 15                                           | 15                                           | 15                                           | 15                                           | 15                                           | 15                                           | 15                                           | 15                                           | 15                                           | 45                                           | 45                                           | 45                                           | 45                                           | 45                                           | 45                                           | 45                                           | 45                                           | 45                                           | 45                                           | 45                                           | 45                                           | 45                                           | 45                                           | 45                                           | 45                                           |
| Domingos y festivos                          |                                              |                                              |                                              |                                              |                                              |                                              |                                              |                                              |                                              |                                              |                                              |                                              |                                              |                                              |                                              |                                              |                                              |                                              |                                              |                                              |                                              |                                              |                                              |                                              |                                              |                                              |                                              |                                              |                                              |                                              |
| Plaza de Alicante > Residencial Buenos Aires | Plaza de Alicante > Residencial Buenos Aires | Plaza de Alicante > Residencial Buenos Aires | Plaza de Alicante > Residencial Buenos Aires | Plaza de Alicante > Residencial Buenos Aires | Plaza de Alicante > Residencial Buenos Aires | Plaza de Alicante > Residencial Buenos Aires | Plaza de Alicante > Residencial Buenos Aires | Plaza de Alicante > Residencial Buenos Aires | Plaza de Alicante > Residencial Buenos Aires | Plaza de Alicante > Residencial Buenos Aires | Plaza de Alicante > Residencial Buenos Aires | Plaza de Alicante > Residencial Buenos Aires | Plaza de Alicante > Residencial Buenos Aires | Plaza de Alicante > Residencial Buenos Aires | Residencial Buenos Aires > Plaza de Alicante | Residencial Buenos Aires > Plaza de Alicante | Residencial Buenos Aires > Plaza de Alicante | Residencial Buenos Aires > Plaza de Alicante | Residencial Buenos Aires > Plaza de Alicante | Residencial Buenos Aires > Plaza de Alicante | Residencial Buenos Aires > Plaza de Alicante | Residencial Buenos Aires > Plaza de Alicante | Residencial Buenos Aires > Plaza de Alicante | Residencial Buenos Aires > Plaza de Alicante | Residencial Buenos Aires > Plaza de Alicante | Residencial Buenos Aires > Plaza de Alicante | Residencial Buenos Aires > Plaza de Alicante | Residencial Buenos Aires > Plaza de Alicante | Residencial Buenos Aires > Plaza de Alicante | Residencial Buenos Aires > Plaza de Alicante |
| 07                                           | 08                                           | 09                                           | 10                                           | 11                                           | 12                                           | 13                                           | 14                                           | 15                                           | 16                                           | 17                                           | 18                                           | 19                                           | 20                                           | 21                                           | 06                                           | 07                                           | 08                                           | 09                                           | 10                                           | 11                                           | 12                                           | 13                                           | 14                                           | 15                                           | 16                                           | 17                                           | 18                                           | 19                                           | 20                                           | 21                                           |
|                                              | 15                                           | 15                                           | 15                                           | 15                                           | 15                                           | 15                                           | 15                                           | 15                                           | 15                                           | 15                                           | 15                                           | 15                                           | 15                                           | 15                                           |                                              | 45                                           | 45                                           | 45                                           | 45                                           | 45                                           | 45                                           | 45                                           | 45                                           | 45                                           | 45                                           | 45                                           | 45                                           | 45                                           | 45                                           | 45                                           |

### 1 - 31 agosto
| Lunes a viernes laborables                   |                                              |                                              |                                              |                                              |                                              |                                              |                                              |                                              |                                              |                                              |                                              |                                              |                                              |                                              |                                              |                                              |                                              |                                              |                                              |                                              |                                              |                                              |                                              |                                              |                                              |                                              |                                              |                                              |                                              |                                              |
| Plaza de Alicante > Residencial Buenos Aires | Plaza de Alicante > Residencial Buenos Aires | Plaza de Alicante > Residencial Buenos Aires | Plaza de Alicante > Residencial Buenos Aires | Plaza de Alicante > Residencial Buenos Aires | Plaza de Alicante > Residencial Buenos Aires | Plaza de Alicante > Residencial Buenos Aires | Plaza de Alicante > Residencial Buenos Aires | Plaza de Alicante > Residencial Buenos Aires | Plaza de Alicante > Residencial Buenos Aires | Plaza de Alicante > Residencial Buenos Aires | Plaza de Alicante > Residencial Buenos Aires | Plaza de Alicante > Residencial Buenos Aires | Plaza de Alicante > Residencial Buenos Aires | Plaza de Alicante > Residencial Buenos Aires | Residencial Buenos Aires > Plaza de Alicante | Residencial Buenos Aires > Plaza de Alicante | Residencial Buenos Aires > Plaza de Alicante | Residencial Buenos Aires > Plaza de Alicante | Residencial Buenos Aires > Plaza de Alicante | Residencial Buenos Aires > Plaza de Alicante | Residencial Buenos Aires > Plaza de Alicante | Residencial Buenos Aires > Plaza de Alicante | Residencial Buenos Aires > Plaza de Alicante | Residencial Buenos Aires > Plaza de Alicante | Residencial Buenos Aires > Plaza de Alicante | Residencial Buenos Aires > Plaza de Alicante | Residencial Buenos Aires > Plaza de Alicante | Residencial Buenos Aires > Plaza de Alicante | Residencial Buenos Aires > Plaza de Alicante | Residencial Buenos Aires > Plaza de Alicante |
| 07                                           | 08                                           | 09                                           | 10                                           | 11                                           | 12                                           | 13                                           | 14                                           | 15                                           | 16                                           | 17                                           | 18                                           | 19                                           | 20                                           | 21                                           | 06                                           | 07                                           | 08                                           | 09                                           | 10                                           | 11                                           | 12                                           | 13                                           | 14                                           | 15                                           | 16                                           | 17                                           | 18                                           | 19                                           | 20                                           | 21                                           |
| 15 45                                        | 15 45                                        | 15 45                                        | 15 45                                        | 15 45                                        | 15 45                                        | 15 45                                        | 15 45                                        | 15                                           | 15                                           | 15                                           | 15                                           | 15                                           | 15                                           | 15                                           | 45                                           | 15 45                                        | 15 45                                        | 15 45                                        | 15 45                                        | 15 45                                        | 15 45                                        | 15 45                                        | 15 45                                        | 45                                           | 45                                           | 45                                           | 45                                           | 45                                           | 45                                           | 45                                           |
| Sábados laborables                           |                                              |                                              |                                              |                                              |                                              |                                              |                                              |                                              |                                              |                                              |                                              |                                              |                                              |                                              |                                              |                                              |                                              |                                              |                                              |                                              |                                              |                                              |                                              |                                              |                                              |                                              |                                              |                                              |                                              |                                              |
| Plaza de Alicante > Residencial Buenos Aires | Plaza de Alicante > Residencial Buenos Aires | Plaza de Alicante > Residencial Buenos Aires | Plaza de Alicante > Residencial Buenos Aires | Plaza de Alicante > Residencial Buenos Aires | Plaza de Alicante > Residencial Buenos Aires | Plaza de Alicante > Residencial Buenos Aires | Plaza de Alicante > Residencial Buenos Aires | Plaza de Alicante > Residencial Buenos Aires | Plaza de Alicante > Residencial Buenos Aires | Plaza de Alicante > Residencial Buenos Aires | Plaza de Alicante > Residencial Buenos Aires | Plaza de Alicante > Residencial Buenos Aires | Plaza de Alicante > Residencial Buenos Aires | Plaza de Alicante > Residencial Buenos Aires | Residencial Buenos Aires > Plaza de Alicante | Residencial Buenos Aires > Plaza de Alicante | Residencial Buenos Aires > Plaza de Alicante | Residencial Buenos Aires > Plaza de Alicante | Residencial Buenos Aires > Plaza de Alicante | Residencial Buenos Aires > Plaza de Alicante | Residencial Buenos Aires > Plaza de Alicante | Residencial Buenos Aires > Plaza de Alicante | Residencial Buenos Aires > Plaza de Alicante | Residencial Buenos Aires > Plaza de Alicante | Residencial Buenos Aires > Plaza de Alicante | Residencial Buenos Aires > Plaza de Alicante | Residencial Buenos Aires > Plaza de Alicante | Residencial Buenos Aires > Plaza de Alicante | Residencial Buenos Aires > Plaza de Alicante | Residencial Buenos Aires > Plaza de Alicante |
| 07                                           | 08                                           | 09                                           | 10                                           | 11                                           | 12                                           | 13                                           | 14                                           | 15                                           | 16                                           | 17                                           | 18                                           | 19                                           | 20                                           | 21                                           | 06                                           | 07                                           | 08                                           | 09                                           | 10                                           | 11                                           | 12                                           | 13                                           | 14                                           | 15                                           | 16                                           | 17                                           | 18                                           | 19                                           | 20                                           | 21                                           |
| 15                                           | 15                                           | 15                                           | 15                                           | 15                                           | 15                                           | 15                                           | 15                                           | 15                                           | 15                                           | 15                                           | 15                                           | 15                                           | 15                                           | 15                                           | 45                                           | 45                                           | 45                                           | 45                                           | 45                                           | 45                                           | 45                                           | 45                                           | 45                                           | 45                                           | 45                                           | 45                                           | 45                                           | 45                                           | 45                                           | 45                                           |
| Domingos y festivos                          |                                              |                                              |                                              |                                              |                                              |                                              |                                              |                                              |                                              |                                              |                                              |                                              |                                              |                                              |                                              |                                              |                                              |                                              |                                              |                                              |                                              |                                              |                                              |                                              |                                              |                                              |                                              |                                              |                                              |                                              |
| Plaza de Alicante > Residencial Buenos Aires | Plaza de Alicante > Residencial Buenos Aires | Plaza de Alicante > Residencial Buenos Aires | Plaza de Alicante > Residencial Buenos Aires | Plaza de Alicante > Residencial Buenos Aires | Plaza de Alicante > Residencial Buenos Aires | Plaza de Alicante > Residencial Buenos Aires | Plaza de Alicante > Residencial Buenos Aires | Plaza de Alicante > Residencial Buenos Aires | Plaza de Alicante > Residencial Buenos Aires | Plaza de Alicante > Residencial Buenos Aires | Plaza de Alicante > Residencial Buenos Aires | Plaza de Alicante > Residencial Buenos Aires | Plaza de Alicante > Residencial Buenos Aires | Plaza de Alicante > Residencial Buenos Aires | Residencial Buenos Aires > Plaza de Alicante | Residencial Buenos Aires > Plaza de Alicante | Residencial Buenos Aires > Plaza de Alicante | Residencial Buenos Aires > Plaza de Alicante | Residencial Buenos Aires > Plaza de Alicante | Residencial Buenos Aires > Plaza de Alicante | Residencial Buenos Aires > Plaza de Alicante | Residencial Buenos Aires > Plaza de Alicante | Residencial Buenos Aires > Plaza de Alicante | Residencial Buenos Aires > Plaza de Alicante | Residencial Buenos Aires > Plaza de Alicante | Residencial Buenos Aires > Plaza de Alicante | Residencial Buenos Aires > Plaza de Alicante | Residencial Buenos Aires > Plaza de Alicante | Residencial Buenos Aires > Plaza de Alicante | Residencial Buenos Aires > Plaza de Alicante |
| 07                                           | 08                                           | 09                                           | 10                                           | 11                                           | 12                                           | 13                                           | 14                                           | 15                                           | 16                                           | 17                                           | 18                                           | 19                                           | 20                                           | 21                                           | 06                                           | 07                                           | 08                                           | 09                                           | 10                                           | 11                                           | 12                                           | 13                                           | 14                                           | 15                                           | 16                                           | 17                                           | 18                                           | 19                                           | 20                                           | 21                                           |
|                                              | 15                                           | 15                                           | 15                                           | 15                                           | 15                                           | 15                                           | 15                                           | 15                                           | 15                                           | 15                                           | 15                                           | 15                                           | 15                                           | 15                                           |                                              | 45                                           | 45                                           | 45                                           | 45                                           | 45                                           | 45                                           | 45                                           | 45                                           | 45                                           | 45                                           | 45                                           | 45                                           | 45                                           | 45                                           | 45                                           |

## Recorrido y paradas

### Sentido Buenos Aires
| Parada                                       | Común con                    |
| -------------------------------------------- | ---------------------------- |
| Alfonso XIII - Hospital del Rosell           | 1 4 7 12 14 24 42C 45 47 411 |
| Alfonso XIII - Asamblea Regional             | 1 2 4 5 7 12 14 18 24 41 42A |
| Alfonso XIII - ONCE (Frente)                 | 1 2 4 5 7 12 14 18 24 42A    |
| Alfonso XIII - Bingo (Frente)                | 1 2 4 5 7 12 14 24           |
| Alfonso XIII - Adoratrices                   | 4 5 7 12 14 24               |
| Alameda de San Antón (Par) - Plaza de España | 5 7 8 12 14 30 41            |
| Alameda de San Antón - Reina Victoria        | 5 7 8 12 14                  |
| Alameda de San Antón - Trafalgar             | 5 7 8 12 14                  |
| Sebastián Feringán (Par) - Escudo            | 3 5 12 30                    |
| Sebastián Feringán (Par) - Perpetuo Socorro  | 3 5 12                       |
| Ctra. Tentegorra - C. C. La Rambla (Frente)  | 3 12                         |
| Los Patojos                                  |                              |
| San José Obrero (Frente)                     |                              |
| Ctra. Mazarrón (Par) - La Barraca            |                              |
| Ctra. Mazarrón - Puerto Elvira               |                              |
| Ctra. Mazarrón (Par) - Los Azales            |                              |
| Ctra. Mazarrón - Puerto Libre                |                              |
| Ctra. Mazarrón (Par) - Avda. Canteras        |                              |
| Ctra. Mazarrón - Mesón La Cueva (Frente)     |                              |
| Ctra. Mazarrón - Cárnicas Franvi (Frente)    | 25                           |
| Residencial Buenos Aires                     |                              |

### Sentido Plaza de Alicante
| Parada                                         | Común con                       |
| ---------------------------------------------- | ------------------------------- |
| Residencial Buenos Aires                       |                                 |
| Ctra. Mazarrón - Cárnicas Franvi               | 25                              |
| Ctra. Mazarrón - Mesón La Cueva                |                                 |
| Ctra. Mazarrón (Impar) - Avda. Canteras        |                                 |
| Ctra. Mazarrón - Puerto Cisnes                 |                                 |
| Ctra. Mazarrón (Impar) - Los Azales            |                                 |
| Ctra. Mazarrón (Impar) - La Barraca            |                                 |
| San José Obrero                                |                                 |
| Los Patojos                                    |                                 |
| Ctra. Tentegorra - C. C. La Rambla             | 3 12                            |
| Sebastián Feringán (Impar) - Perpetuo Socorro  | 3 5 12                          |
| Alameda de San Antón - Escudo                  | 5 7 9 12 14                     |
| Alameda de San Antón - Carlos V                | 5 7 9 12 14                     |
| Alameda de San Antón - Soldado Rosique         | 5 7 9 12 14                     |
| Alameda de San Antón (Impar) - Plaza de España | 5 7 9 12 14 30 41               |
| Alfonso XIII - Jiménez de La Espada            | 4 5 7 12 14 24                  |
| Alfonso XIII - Bingo                           | 1 2 4 5 7 12 14 24              |
| Alfonso XIII - ONCE                            | 1 2 4 5 7 12 14 18 24 42A       |
| Alfonso XIII - Asamblea Regional (Frente)      | 1 2 4 5 7 12 14 18 24 30 41 42A |
| Alfonso XIII - Hospital del Rosell (Frente)    | 4 12 42C 45 47 411              |